# Medieval Dynasty
Medieval Dynasty ist ein Survival-Strategie-Rollenspiel, das von Render Cube entwickelt und 2021 von Toplitz Productions veröffentlicht wurde. Das Computerspiel ist Teil der Dynasty-Reihe des Publishers, in denen der Spieler aus Sicht eines Spielcharakters im jeweiligen thematischen Setting eine neue Dynastie gründet – in diesem Fall aus der Sicht der einfachen Bevölkerung im Mittelalter. Das Spiel erschien im September 2020 zunächst im Early Access auf Steam und wurde ein Jahr später als Vollversion veröffentlicht. Im Folgejahr erfolgte dann die Veröffentlichung für PlayStation 5 und Xbox, ein umfangreiches Update erweiterte das Spiel für PC-Spieler am 7. Dezember 2023 außerdem um eine weitere Karte und einen Koop-Modus für bis zu vier Spieler – für Konsolenspieler wurde das Update am 27. Juni 2024 veröffentlicht.

## Handlung

### Das Tal
In einer fiktiven, mittelalterlichen Region zwischen hohen Gebirgszügen startet der Spieler in der Rolle des jungen Racimir nahe dem Dorf Gostovia, in dem er nach der Flucht vor dem Krieg seinen Onkel wähnt. Von Uniegost, dem dortigen Kastellan, erfährt er jedoch, dass dieser bereits verstorben ist. Da der Onkel großes Ansehen in der Gegend genoss, erlaubt Uniegost aber, dass Racimir sich außerhalb des Dorfes niederlässt und eine eigene Ortschaft gründet.
In der Folge ist es die Aufgabe des Spielers, ebendieses Dorf zu errichten, Bewohner anzuwerben und deren Versorgung sowie die Rohstoffproduktion zu sichern.

### Der Oxbow
Als inhaftierter Gesetzloser in einem Konvoi überlebt der zunächst nicht näher bezeichnete Spielercharakter nur knapp den Überfall einer Banditengruppe auf das Nachtlager. Offenbar für einige Zeit bewusstlos, erwacht er anschließend in der fiktiven Ortschaft Piastovia im Haus des dort ansässigen Heilkundigen. Der Arzt hilft dem Spieler wieder auf die Beine und fragt ihn im Gespräch über seinen Hintergrund – es wird jedoch schnell klar, dass ihm dieser bereits bekannt ist. Da in der Gegend aber scheinbar Wohn- und Arbeitsplätze dringend benötigt werden und akuter Mangel an begabten Bauarbeitern herrscht, erhält der Spieler vom Dorfherren die Chance, sich zu rehabilitieren, indem er sich diesem fügt, ein neues Dorf gründet und Steuern entrichtet.

## Spielmechanik
Der Spielercharakter wird aus der Egoperspektive gesteuert, seit Dezember 2021 ist auch ein Wechsel in die Verfolgerperspektive möglich. Die benötigten Grundressourcen müssen gesammelt oder mit (selbst angefertigten, gefundenen oder gekauften) Werkzeugen erlangt werden, zur Nahrungsversorgung müssen Tiere gejagt und/oder Pflanzen gesammelt werden. Je nach Fortschritt stehen dem Spieler zunehmend bessere Materialien und damit effizientere und haltbarere Werkzeuge und Waffen zur Verfügung. Die angeworbenen Dorfbewohner müssen grundlegend mit Wohnraum und Nahrungsmitteln ausgestattet werden. Über ein umfangreiches Menü weist der Spieler seinen Dorfbewohnern Arbeitsplätze zu und legt fest, welche Materialien dort von diesen produziert werden sollen. Jeder Dorfbewohner hat dabei seine eigene Persönlichkeit und unterschiedliche Fähigkeiten, sodass die Zuordnungen geplant werden müssen, um effizient zu wirtschaften. Es werden zudem Jahreszeiten simuliert, die jeweils Auswirkungen auf die Umwelt und auch auf den Spieler haben, z. B. durch Temperatureffekte und saisonale Pflanzen.
Im Rahmen mehrerer Questreihen und regelmäßig aufkommender Einzelaufträge wird der Spieler in einige Grundaspekte des Spiels eingeführt. Durch erfolgreich abgeschlossene Quests steigt die „Dynastie-Reputation“, wodurch mehr Gebäude gebaut und mehr Bewohner angeworben werden können. Viele Spielelemente müssen jedoch selbstständig erforscht werden. Es gilt das Prinzip „Learning by doing“, der Spieler erhält durch seine Handlungen Erfahrung in den jeweiligen Tätigkeitskategorien und kann durch den Erhalt von Fähigkeitspunkten Boni freischalten.
Einer der Hauptaspekte der Dynasty-Reihe ist es weiterhin, nicht nur die eigene Lebensspanne „durchzuspielen“, sondern den Fortbestand des Stammbaums durch einen Erben zu sichern. Hierzu kann sich der Spieler mit den Einwohnerinnen (als weiblicher Hauptcharakter auf der neuen Map auch mit den männlichen Einwohnern) des Dorfes unterhalten und über die Auswahl verschiedener Flirt-Optionen und Geschenke Zuneigungspunkte verdienen – oder auch verlieren, je nach Charakter des Gegenübers. Hat man genug Zuneigung gewonnen, erhält man die Option, zu heiraten und eine gemeinsame Nacht zu verbringen. Ist der darin gezeugte Erbe alt genug, hat der Spieler die Option, das Spiel fortan aus dessen Sicht weiterzuspielen.

## Entwicklung
Die Entwickler begannen damit, andere Spiele mit ähnlichen Inhalten oder Techniken zu betrachten, um sich für Medieval Dynasty inspirieren zu lassen. Produzent Marcin Warszawski nennt vor allem Kingdome Come: Deliverance als Vorbild für grafische Gestaltung und Geschichtsepoche oder Stronghold und The Forest für Städtebau- und Survival-Aspekte.
Bevor das Spiel in den Early-access-Status veröffentlicht wurde, existierte bereits ein umfangreiches, durch Quests geführtes Tutorial, welches nach und nach die Spielmechaniken freischalten und erklären sollte. Nach der Veröffentlichung eines Gameplay-Videos wurde der Start des Spiels aufgrund des Spielerfeedbacks und interner Überlegungen zu personellen Kapazitäten allerdings komplett überarbeitet, um den Open-World-Aspekt nicht einzuschränken und sich mehr auf die Gestaltung der Spielwelt konzentrieren zu können. Early-access war für die Macher ein wichtiger Abschnitt in der Entwicklung, auf Community-Nähe und Umsetzung des Feedbacks wurde Wert gelegt.
Am 21. April 2022 wurde die Erweiterung des Spiels um einen Koop-Modus angekündigt und am 7. Dezember 2023 (PC) bzw. 27. Juni 2024 (Konsolen) veröffentlicht, womit eines der am häufigsten gewünschten Features umgesetzt wurde. Der Koop-Modus ist nur auf einer zeitgleich hinzugefügten, neuen Map nutzbar, ebenso die neue Möglichkeit, das Aussehen des Spielercharakters anzupassen und alternativ auch einen weiblichen Charakter zu wählen.
Am 28. März 2025 gaben Render Cube und Toplitz Productions bekannt, den Verkauf von 2,5 Millionen Kopien des Spiels als Meilenstein erreicht zu haben und versicherten, weiterhin am Spiel zu arbeiten.

## Rezeption
Metacritic ermittelte eine aggregierte Gesamtwertung von 73 aus 100 Punkten für die PC-Version.
Positiv werden vor allem die ansprechende grafische Gestaltung, die gelungene Immersion, sowie die gebotenen Freiheiten in Spiel- und Bauweise und der Umfang der Spielinhalte gewertet. Ebenso übergreifend wird von den Rezensenten bemängelt, dass die Handlung des Spiels insgesamt recht oberflächlich wirkt, die Quests wenig Tiefgang und Abwechslung bieten und von den vielen gebotenen Mechaniken und Möglichkeiten nur sehr wenig erklärt wird, was besonders Genre-Neulingen den Einstieg erschwere.
Tester der Konsolenversionen kritisieren UI-Design und Menüführung. Gareth Brierley schreibt, obwohl es sich um ein Spiel für Xbox Series X handele, habe es in der Interaktion mit NPCs „old-school Skyrim vibes“.

## Trivia
- Zwei Stücke aus dem Soundtrack des Spiels sind im Rhythmusspiel Disaster Band spielbar.[17]
- Als DLC ist ein Kochbuch mit 20 zur Spielwelt passenden Koch- und Backrezepten erhältlich.[18]